# بروس كاماو
بروس كاماو (بالإنجليزية: Bruce Kamau)‏ (28 مارس 1995 بكينيا - ) هو لاعب كرة قدم أسترالي في مركز الوسط. لعب مع Adelaide Olympic FC ‏.

## روابط خارجية
- بروس كاماو على موقع قاعدة بيانات كرة القدم.إي يو (الإنجليزية)
- بروس كاماو على موقع Soccerway.com (الإنجليزية)
- بروس كاماو على موقع عالم كرة القدم.نت (الإنجليزية)